# Ердицы
Ердицы    (Ердецы) — деревня  в  Смоленской области России,  в Глинковском районе. Население – 1 житель (2007 год)  .  Расположена в центральной части области  в 17 км к северо-западу от села Глинка,  в 20 км южнее автодороги Р134 «Старая Смоленская дорога» Смоленск — Дорогобуж — Вязьма — Зубцов.  В 2 км юго-западнее деревни железнодорожная станция 551-й км на линии Смоленск  - Сухиничи. Входит в состав Доброминского сельского поселения.

## История
В годы Великой Отечественной войны деревня была оккупирована гитлеровскими войсками в июле 1941 года, освобождена в ходе Ельнинско-Дорогобужской операции в 1943 году. На картах и в боевых приказах упоминается как Ердецы.